# Bythinella viridis
Bythinella viridis é uma espécie de gastrópode da família Hydrobiidae. 
Pode ser encontrada nos seguintes países: Bélgica e França. 